# Monsoon Shootout
Monsoon Shootout és una pel·lícula de thriller d'acció neo-noir índia en hindi del 2013 escrita i dirigida per Amit Kumar i produïda per Guneet Monga, Trevor Ingma, Martijn de Grunt i coproduïda per Anurag Kashyap, i Vivek Rangachari, protagonitzada per Vijay Varma, Geetanjali Thapa, Sreejita De, Nawazuddin Siddiqui i Tannishtha Chatterjee en els papers principals. La pel·lícula va rebre crítiques positives al 66è Festival Internacional de Cinema de Canes a la secció oficial Projeccions de mitjanit. Com a part de l'escola de cinema paral·lel, Monsoon Shootout es va estrenar arreu del món durant quatre anys més tard el 15 de desembre de 2017 a crítiques positives

## Argument
Mentre el monsó furiós colpeja Bombai, la capital comercial i de la màfia de l'Índia, la policia lluita per mantenir-se al dia amb els gàngsters cada cop més envalentits. Aditya "Adi", un policia novell de principis com la seva primera missió de força, s'uneix a una unitat d'elit contra l'extorsió de la policia de Bombai dirigida per Khan, un policia amb el motlle "Dirty Harry". En la seva primera nit de feina, l'Adi havia planejat conèixer la seva ex-amant Anu i tornar amb ella, però es perd la cita en què Khan ha posat una emboscada per a un temible gàngster.
Tanmateix, l'emboscada va malament i Adi persegueix a Shiva, un criminal aparentment armat i perillós, fins a un carreró sense sortida. No està segur de si Shiva és, de fet, el gàngster buscat, Adi té un moment de comptes; si disparar o no disparar. Sigui quina sigui la seva decisió, cada decisió el portarà a un viatge que l'oposarà a un sistema que exigeix un compromís de la seva moral. A mesura que viu les dramàtiques conseqüències de cada decisió, s'adona que cada elecció té el seu preu.

## Repartiment
- Nawazuddin Siddiqui com a Shiva
- Vijay Varma com Aditya (Adi)
- Tannishtha Chatterjee com a Rani
- Neeraj Kabi com a inspector Khan
- Geetanjali Thapa com Anu
- Sreejita De com a Geeta
- Nalneesh Neel com a Goon
- Prithvi Zutshi com a ministre
- Farhan Mohammad Hanif Shaikh com a Chhotu, fill de Shiva
- Surya Mohan Kulshreshtha (Baba) com a Tiwari, constructor
- Neha Gupta com a dona de Tiwari
- R. Balasubramanian com Dagar bhai
- Irawati Harshe Mayadev com a DCP Nishi
- Onkar Das Manikpuri com a taxista
- Jayant Gadekar com a Patil, conestable
- Niranjan N. Asrani com a comissari de policia
- Rohit Nitin Arekar com a Pinto
- Pravina Deshpande com a mare d'Adi
- Shruti Bapna com a Jemima Joseph
- Chandrakant Taneja com a magistrat Naik
- Honey Chhaya com a gerent del Paradise Lodge
- Akhilesh Tiwari com a paanwala
- Bhagwan Das com un captaire cec
- Mukesh Kumar com a captaire d'un sol braç
- Raj Rao com a conductor de carro de bous
- A. R. Rama com a genet
- Raghuvir com a guàrdia nepalí
- Mohit Chauhan com a Ali, constructor
- Akriti com a dona d'Ali
- Banwarilal Jhol com a xofer
- Adi Vyom com el fill de l'inspector Khan
- Anupama Minz com a dona de Khan
- Edith Minz com a sogra de Khan
- Tishya Tara com a filla de Khan

## Producció i desenvolupament
El director Amit Kumar va declarar que després de veure el curtmetratge de Robert Enrico dels Guanyador d'Oscar La Rivière du hibou , es va interessar i fascinar per la idea de la presa de decisions humanes, i amb la rapidesa amb què un pot prendre una decisió molt difícil quan la seva vida està en joc. Aquesta idea va sorgir en la forma de Monsoon Shootout.
Kumar havia ajudat anteriorment al director de cinema Asif Kapadia en la seva pel·lícula guanyadora del BAFTA The Warrior on va conèixer Trevor Ingman. Ingman va decidir ajudar a buscar finançament per a la pel·lícula de Kumar a partir del 2008, però no va poder fer-ho a causa del tancament de l'UK Film Council que inicialment havia de cobrir la meitat dels costos de producció. Kumar va buscar un soci de producció indi, i el 2010 es va trobar amb Guneet Monga que havia produït Trishna de Michael Winterbottom. Quan Kumar va declarar que no tenia un productor indi, Monga va aprofitar immediatament l'oportunitat de finançar la pel·lícula. No obstant això, els productors van decidir que tot i que els encantava el guió i la idea de Kumar, sentia que necessitava triar una estrella per al paper principal. Kumar va treballar amb Nawazuddin Siddiqui al seu curtmetratge estudiantil The Bypass i va decidir triar-lo per al paper principal.

## Recepció
Lasyapriya Sundaram de The Times of India va valorar la pel·lícula amb 3/5, elogiant la fotografia de Rajeev Ravi i l'actuació debut de Vijay Varma en un paper principal. Opina que "si bé la idea enganxa l'espectador, el que falla a la pel·lícula és la seva execució", també critica que "com que els actors repeteixen els seus papers tres vegades, sovint no tenen prou temps davant la pantalla per concretar adequadament els seus personatges".
Saibal Chatterjee escrivint a NDTV encapçala la ressenya dient: "El thriller noir de Nawazuddin Siddiqui és absorbent, fins i tot sorprenent". Ell descriu la pel·lícula com "Rodada amb flors estilístiques i jocs narratius que sovint s'afegeixen a imatges i moments fascinants, Monsoon Shootout, del director Amit Kumar, de gran disseny, és absorbent, fins i tot sorprenent. El thriller negre propulsiu i nítidament editat, ambientat a la part fosca, humida i perillosa de Bombai és constantment intrigant per la seva estructura. Afegiu-hi la delicadesa tècnica de la pel·lícula i les actuacions gairebé impecables dels actors principals i teniu un drama criminal que té la sensació d'un autèntic tour de force." Lloa la partitura de Gingger Shankar, definint-la com una pulsació amb l'energia que afegeix un paisatge sonor palpitant a la pel·lícula. Valorant-la com a 3/5, recomana la pel·lícula als espectadors que diguin "No us prevariqueu ni us agafeu per protegir-vos. Camineu directament pel camí d'aquest rodatge escenificat. No us penedireu de la decisió."
Shalini Langer, escrivint a The Indian Express, troba la pel·lícula una mica mancada de consistència, però en general elogia el director, els actors i especialment el director de fotografia Rajeev Ravi per capturar el costat poc glamurós de Bombai amb tota la seva ambigüitat.
Uditi Jhunjhunwala, de Mint, troba la pel·lícula "un thriller negre tècnicament aconseguit, però emocionalment desitjable".

### Recepció de Canes
La pel·lícula es va projectar durant el 66è Festival Internacional de Cinema de Canes a la secció Projeccions de mitjanit. Les primeres recepcions a Canes de la pel·lícula han estat positives, ja que a molts crítics internacionals els han agradat els detalls artístics negres de la pel·lícula.
Peter Bradshaw del diari britànic The Guardian''s va donar una primera ressenya molt positiva de la pel·lícula afirmant que és "una pel·lícula d'explotació descarada, un thriller violent als carrers durs de Bombai sobre policies que trenquen les regles i que trenquen ossos" i "una pel·lícula entretinguda de crispetes de blat de moro amb un gir, per a la qual l'èxit comercial està previst.". Va descriure la pel·lícula com "Harry el Brut troba Sliding Doors."
Deborah Young de The Hollywood Reporter va descriure la pel·lícula com "un drama ferotge de policies i gàngsters de Bombai, i una trama satisfactòriament artística que gira sobre si mateixa per examinar el resultat de tres possibles opcions que el policia novell podria tenir quan s'enfronta a un assassí despietat. Tres vegades la història torna a un moment clau: un nen amb una pistola que no sap si prémer el gallet." Va tenir grans elogis per l'actuació de Nawazuddin Siddiqui, afirmant que "El més memorable de tots és Siddiqui, que qui cada centímetre és una força imparable de la natura, i tenim la sort que gran part de la violència que provoca passa fora de la càmera."

## Banda sonora
La banda sonora va ser publicada per Saregama Music.
| 1.            | «Pal»              | Arijit Singh                                    | 4:48  |
| 2.            | «Andheri Raat»     | Neha Bhasin, Aklesh Sutar, Rajiv Sundaresan     | 3:38  |
| 3.            | «Miliyo Re»        | Rochak Kohli, Monali Thakur                     | 3:22  |
| 4.            | «Miss You Balma»   | Akriti Kakar                                    | 2:54  |
| 5.            | «Maachis Ki Teeli» | Bhavya Pandit, Gautam Chatterjee, Neeraj Sharma | 4:09  |
| 6.            | «Faislay»          | Mandar Deshpande, Chetan Rao, Fiona D'Monty     | 4:20  |
| Durada total: | Durada total:      | Durada total:                                   | 23:11 |

## Premis
| Cerimònia de premi          | Categoria                 | Receptor               | Resultat | Ref.(s) |
| --------------------------- | ------------------------- | ---------------------- | -------- | ------- |
| 10ns Premis Musicals Mirchi | Lletrista novell de l'any | Sumant Vadhera – "Pal" | Nominat  | [ 13 ]  |